# Elecciones estatales extraordinarias de Baja California de 1970
Las elecciones estatales extraordinarias de Baja California de 1970 se llevaron a cabo el domingo 2 de julio con la finalidad de elegir los siguientes puestos: 
- 2 Ayuntamientos: 1 presidente municipal, 1 síndico y 5 regidores, para terminar el período el 30 de noviembre de 1971.

## Antecedentes
En las elecciones de 1968, el candidato del PAN, Luis Enrique Enciso Clark habría resultado ganador de la contienda que el mismo Luis Echeverría, en ese entonces Secretario de Gobernación, habría de anular, pues derrotó fácilmente al candidato oficial, el delegado del IMSS Luis Mario Santana Cobián; la anulación de la elección generó a un más manifestaciones y protestas denunciando el supuesto fraude cometido. En Mexicali, el candidato del PAN, Norberto Corella, que prácticamente "humilló" al candidato priista Gilberto Rodríguez González, fue acusado de no tener la ciudadanía mexicana y de seguir afiliado al PRI, al momento de la elección.
Por todos estos sucesos, el día 17 de junio de ese año, el gobernador Raúl Sánchez Díaz Martell declaró la anulación de las elecciones en Mexicali y Tijuana. En el caso de Mexicali, se argumentó que el candidato Norberto Corella no demostraba la nacionalidad mexicana requerida para el puesto de presidente municipal.En el caso de Tijuana, debido a "irregularidades graves cometidas en el proceso electoral que no permitieron expresar la libre voluntad ciudadana".
Fue hasta el día 27 de noviembre de ese año, que el Gobierno del Estado tomó protesta al Concejo Municipal de Mexicali, para iniciar funciones el 1 de diciembre de ese año, en el Auditorio del IMSS de dicha ciudad. Por su parte, en Tijuana, el H. Concejo Municipal se instaló  en el Gran Cinema, ubicado en la Calle 5ta y Niños Héroes. 
El 20 de marzo de 1970 se decretó la realización de elecciones extraordinarias para los municipios de Tijuana y Mexicali. La fecha designada fue el 5 de julio de 1970, con la finalidad de que los candidatos electos, terminen el período el día 30 de noviembre de 1971. Solo se registró en candidatura común entre el PRI y el PARM. No se han encontrado registros de la causa que motivó u orilló al PAN a no participar en dicha elección.

## Candidatos

### Ayuntamiento de Mexicali
| Ayuntamiento de Mexicali         | Ayuntamiento de Mexicali | Ayuntamiento de Mexicali         | Ayuntamiento de Mexicali                    |       |            |
| Candidato                        | Candidato                | Candidato                        | Partido/Coalición                           | Votos | Porcentaje |
| -------------------------------- | ------------------------ | -------------------------------- | ------------------------------------------- | ----- | ---------- |
| Eduardo Manuel Martínez Palomera |                          | Eduardo Manuel Martínez Palomera | Partido Auténtico de la Revolución Mexicana | —     | —          |
| Eduardo Manuel Martínez Palomera |                          | Eduardo Manuel Martínez Palomera | Partido Revolucionario Institucional        | —     | —          |
| Total de votos válidos           | Total de votos válidos   | Total de votos válidos           | Total de votos válidos                      |       | —          |

### Ayuntamiento de Tijuana
| Ayuntamiento de Tijuana      | Ayuntamiento de Tijuana | Ayuntamiento de Tijuana      | Ayuntamiento de Tijuana                     |       |            |
| Candidato                    | Candidato               | Candidato                    | Partido/Coalición                           | Votos | Porcentaje |
| ---------------------------- | ----------------------- | ---------------------------- | ------------------------------------------- | ----- | ---------- |
| José Manuel González Ramírez |                         | José Manuel González Ramírez | Partido Auténtico de la Revolución Mexicana | —     | —          |
| José Manuel González Ramírez |                         | José Manuel González Ramírez | Partido Revolucionario Institucional        | —     | —          |
| Total de votos válidos       | Total de votos válidos  | Total de votos válidos       | Total de votos válidos                      |       | —          |